# October Road
October Road ist eine US-amerikanische Fernsehserie, die von 2007 bis 2008 von ABC ausgestrahlt wurde. In Deutschland wurde die Serie ab 3. April 2011 bei Sixx gezeigt.

## Handlung
Zehn Jahre nachdem Nick Garrett (Bryan Greenberg) seine Heimat verlassen hat um ein paar Wochen durch Europa zu reisen, kehrt Nick zurück in die October Road. Hier hatte er seine Freundin Hannah (Laura Prepon) und seinen besten Freund Eddie (Geoff Stults) zurückgelassen. Nick soll als mittlerweile berühmter Schriftsteller am örtlichen College ein Seminar halten. Als Schriftsteller hatte er seinen Durchbruch mit einem Buch über das Leben in seiner Heimatstadt, was zu einigen Konflikten führt.

## Besetzung und Synchronisation
| Rolle                           | Schauspieler       | Synchronstimme            |
| ------------------------------- | ------------------ | ------------------------- |
| Nick Garrett                    | Bryan Greenberg    | Robin Kahnmeyer           |
| Hannah Daniels                  | Laura Prepon       | Sonja Spuhl               |
| Janet Edith Meadows             | Rebecca Field      | Claudia Urbschat-Mingues  |
| Owen Rowan                      | Brad William Henke | Tobias Kluckert           |
| Eddie Latekka                   | Geoff Stults       | Karlo Hackenberger        |
| Bob Garrett als „Der Commander“ | Tom Berenger       | Jürgen Heinrich           |
| Ronnie Garrett                  | Jonathan Murphy    | Constantin von Jascheroff |
| Phil                            | Jay Paulson        | Marius Clarén             |
| Ikey                            | Evan Jones         | Bernhard Völger           |
| Ray 'Big Cat' Cataldo           | Warren Christie    | Sven Gerhardt             |
| Sam Daniels                     | Slade Pearce       | Julian Carus              |
| Aubrey                          | Odette Annable     | Dascha Lehmann            |
| Pizzagirl                       | Lindy Booth        | Josephine Schmidt         |

## Hintergrund
October Road wurde im Bundesstaat Georgia gedreht. Dort im Agnes Scott College in Decatur, in Newnan, in Madison und dem Grant Park in Atlanta.
October Road wurde von Scott Rosenberg semi-autobiographisch geschrieben. Es erzählt von den Ereignissen nach der Veröffentlichung von Beautiful Girls, das auch in Knights Ridge spielt.

## DVD- und Blu-ray-Veröffentlichungen
Vereinigte Staaten
- Staffel 1 erschien am 30. Oktober 2007
- Staffel 2 erschien am 5. Mai 2009

Deutschland
- Staffel 1 und Staffel 2 erscheinen am 24. Juli 2015 als Komplettbox